# Česlovas Jezerskas
Česlovas Jezerskas (Jazerskas; *  14. Mai 1949 in Mikalina bei Leipalingis) ist ein ehemaliger litauischer Brigadegeneral und Kandidat um das Amt des Präsidenten.

## Leben
Česlovas Jezerskas absolvierte 1967 die 7. Jugendabendschule Kaunas und leistete ab 1968 seinen Dienst bei der Sowjetarmee (als Ringer). Im Jahr 1984 absolvierte er die sowjetische Landungsmilitärschule in Rjasan und beendete 1996 das Studium an der Generalstabsakademie Russlands. Ein weiteres Studium am NATO Defense College in Rom (Italien) schloss er 2006 ab.
Ab 1990 arbeitete Jezerskas im Verteidigungsministerium Litauens. Von Februar 1991 bis Januar 1995 war er Kommandant der Infanteriebrigade Geležinis Vilkas. Von 1996 bis 1997 war er Generalinspekteur der Streitkräfte. Im Jahr 2004 wurde er zum Brigadegeneral befördert. Nach seinem Ausscheiden aus dem Armeedienst im Jahr 2007, trat er bei der Präsidentschaftswahl 2009 als Kandidat an, konnte aber nicht einmal ein Prozent der Wählerstimmen auf sich vereinen.
Česlovas Jezerskas ist verwitwet. Neben seiner Muttersprache beherrscht er Englisch und Russisch. Zu seinen persönlichen Interessen zählen Sport, Lesen und Reisen.
Jezerskas war Judoka-Meister und Ringer.